# خورشیدگرفتگی ۱۰ ژوئیه ۱۹۰۷
خورشیدگرفتگی ۱۰ ژوئیه ۱۹۰۷ (به انگلیسی: Solar eclipse of July 10, 1907) یک خورشیدگرفتگی از نوع خورشیدگرفتگی حلقه‌ای است. این خورشیدگرفتگی در تاریخ ۱۰ ژوئیه ۱۹۰۷ میلادی (‎۱۸ تیر ۱۲۸۶ خورشیدی) روی داد که زمان اوج آن، ساعت ۱۵:۲۴:۳۲ به‌وقت ساعت هماهنگ جهانی بوده‌است و مدت زمان این خورشیدگرفتگی ۷ دقیقه و ۲۳ ثانیه بود.